# 大井道夫 (環境官僚)
大井 道夫（おおい みちお、1922年8月21日 - 2007年5月2日）は、昭和後期の日本の環境官僚。農学博士（東京大学、1978年）。官僚時代は尾瀬国立公園の指定や東海自然歩道の制定に発案、関与したことで知られる。
「『身近な自然』論」を唱えた。

## 来歴
新潟県出身。入学した東京帝国大学農学部林学科では森林利用学を、卒業後に進学した同大学大学院で造園学・風致工学を、それぞれ専攻した。
1948年に厚生省国立公園部に入省し、1965年より計画課長となる。1971年の環境庁発足後は自然保護局の勤務となる。環境庁では長官官房参事官や公害研修所長（1974年より）を務めた。
在職中に、以下の施策の発案、策定に関与した。
- 国立公園施設整備計画のための計量計画[7]
- 尾瀬公園計画[8][9]
- 東海自然歩道

このうち、東海自然歩道については、1968年4月5日の「自然公園制度の基本的方策に関する答申」を契機に、アメリカ合衆国のアパラチアン・トレイルからヒントを得て、厚生省国立公園部計画課長時代に発表したものである。
官庁外では、1971年から1978年まで、東京大学農学部と東京農工大学農学部で非常勤講師を務める。
1984年からは、国立公園協会の理事長・会長・顧問といった役職に就いた。この時期には、屋久島の世界遺産登録に関与した。環境省自然環境局長を務めた小野寺浩によると、登録構想は、1991年4月の第1回屋久島環境文化懇談会で、国立公園協会理事長として委員を務めていた大井が初めて言及したとされる。
1993年に、勲三等旭日中綬章を受章した。2007年5月2日、肺気腫のため死去。

## 賞歴
- 1969年 日本造園学会賞。
- 1977年 自然保護功労賞（アメリカ合衆国）
- 平成9年度日本造園学会上原敬二賞[16]

## 著書および関与した書籍
著書
- 『風景への挽歌 ―私の自然保護論』アンヴィエル、1978年
- 『「美しき日本の自然」展 梅原龍三郎, 林武, 向井潤吉ら79名の巨匠が描く国立公園』（並川汎との共著、杉本祥子・並川汎編）安田火災美術財団、1997年

関与した書籍
- （装幀）田村剛『国立公園講話』明治書院、1948年[4]
- （編集）『自然保護年鑑』日正社 1987年
- （解説文寄稿） 大佛次郎・串田孫一（文）緑川洋一（写真）『日本の美と自然―国立公園』淡交社、1969年